# Plumularia setaceiformis
Plumularia setaceiformis är en nässeldjursart som beskrevs av Nicolaas `Claas' Mulder och Trebilcock 1915. Plumularia setaceiformis ingår i släktet Plumularia och familjen Plumulariidae. Inga underarter finns listade i Catalogue of Life.